# Gripe femenina.

Girl Flu. es una película de comedia estadounidense de 2016 escrita y dirigida por Dorie Barton y protagonizada por Katee Sackhoff, Jade Pettyjohn, Jeremy Sisto, Judy Reyes y Heather Matarazzo . 

## Trama
Bird, de 12 años, se mudó con su madre soltera Jenny de un suburbio del Valle de San Fernando a un vecindario en Echo Park. Para agravar esta transición está la llegada del primer período de Bird, que se da a conocer de manera vergonzosa en un pícnic escolar. Bird y su madre impulsiva y de espíritu libre aprenden lo que significa convertirse en mujer.

## Elenco
- Katee Sackhoff como Jenny
- Jade Pettyjohn como Robin/Pájaro
- Jeremy Sisto como Arlo
- Heather Matarazzo como Lilli
- Judy Reyes como Celeste
- Diego José como Carlos
- Isabella Acres como Raquel

## Recepción
La película tiene una calificación del 86% en Rotten Tomatoes  Kate Erbland de IndieWire calificó la película con una B y escribió: "Aunque los problemas de Bird son innumerables y sería fácil para ella caer en un patrón de lástima de sí misma, su combinación única de valor y practicidad hace que el personaje brille y mantenga el tono de 'Girl Flu' gaseoso y ligero." 
Jon Frosch de The Hollywood Reporter le dio a la película una crítica positiva, calificándola de "cálida y ganadora" y "una mayoría de edad leve pero distintiva". 
Bob Strauss del Los Angeles Daily News también le dio a la película una crítica positiva y escribió: "Girl Flu. Es todo lo que la comedia independiente debería ser y rara vez es: valiente, comprometida con el personaje y dispuesta no solo a ensuciarse sino a permanecer así." 